# Rosy Schilling
Rosy Schilling, geborene Kahn, (* 7. Juli 1888 in Frankfurt am Main; † 25. Oktober 1971 in London) war eine deutsche Kunsthistorikerin.

## Leben
Rosy Kahn war die Tochter des Kaufmanns Joseph Kahn. Sie legte die Reifeprüfung am Musterrealgymnasium in Frankfurt ab und studierte zunächst 1910/11 an der Akademie für Sozial- und Handelswissenschaften in Frankfurt. Danach studierte sie Kunstgeschichte in Berlin, München, Freiburg und Frankfurt. 1917 wurde sie an der Universität Frankfurt bei Rudolf Kautzsch promoviert. Sie heiratete um 1922 den Kunsthistoriker Edmund Schilling (1888–1974), der am Städel in Frankfurt tätig war. 1937 gab ihr Mann seine Stelle am Städel aufgrund seiner Opposition gegen den Nationalsozialismus und der Tatsache, dass seine Frau Jüdin war, auf und emigrierte mit ihr nach London. Edmund Schilling war dort als freiberuflicher Berater und Experte für Sammler und Händler tätig und trug selbst eine Kunstsammlung zusammen.
Sowohl in Frankfurt als auch in ihrer englischen Zeit forschte und publizierte sie zur Geschichte der Buchmalerei und der Graphik. Nach ihrem Tod vermachte sie dem British Museum eine Sammlung von Zeichnungen aus dem Nachlass ihres Mannes.

## Veröffentlichungen (Auswahl)
- Die frühen Stiche des Lucas van Leyden in ihrem Verhältnis zur niederländischen Kunst. Heitz, Straßburg 1917 (Dissertation, mit Lebenslauf).
  - Druckausgabe: Die Graphik des Lucas van Leyden. Studien zur Entwicklungsgeschichte der holländischen Kunst im XVI. Jahrhundert (= Zur Kunstgeschichte des Auslandes. 118). Heitz, Straßburg 1918.
- Die illuminierten Handschriften und Einzelminiaturen des Mittelalters und der Renaissance in Frankfurter Besitz, hrsg. von Georg Swarzenski. Baer, Frankfurt a. M. 1929 (Digitalisat).
- Astronomical medical calendar: German, studio of Diebolt Lauber at Hagenau, 15th century, c. 14307–50. Lexington 1958 (Digitalisat).
- Das Llangattock-Stundenbuch. Sein Verhältnis zu Van Eyck und dem Vollender des Turin-Mailänder Stundenbuches. In: Wallraf-Richartz-Jahrbuch. 23, 1961, S. 211–236.
- The Decretum Gratiani formerly in the C. W. Dyson Perrins collection. In: Journal of the Archeological Association. 26, 1963, doi:10.1080/00681288.1963.11894825, S. 27–39.
- (Hrsg.): Die von Edmund Schilling gesammelten Zeichnungen. Edgware 1982.